# Palais-Royal - Musée du Louvre (métro de Paris)
Pour les articles homonymes, voir Palais royal.
Palais-Royal - Musée du Louvre est une station des lignes 1 et 7 du métro de Paris, située dans le 1er arrondissement de Paris.

## Situation
La station est implantée sous la place du Palais-Royal, entre le palais du Louvre et le musée du Louvre, les quais étant établis (quasi parallèlement) :
- sur la ligne 1, sous la rue de Rivoli ;
- sur la ligne 7, sous la rue Saint-Honoré.

## Histoire
La station est ouverte le 19 juillet 1900 avec la mise en service du premier tronçon de la ligne 1 entre Porte de Vincennes et Porte Maillot.

Le 1er juillet 1916, la station de la ligne 7 est ouverte à son tour et en constitue le terminus sud en remplacement du terminus provisoire d'Opéra jusqu'au 16 avril 1926, date à laquelle la ligne fut prolongée jusqu'à Pont Marie.

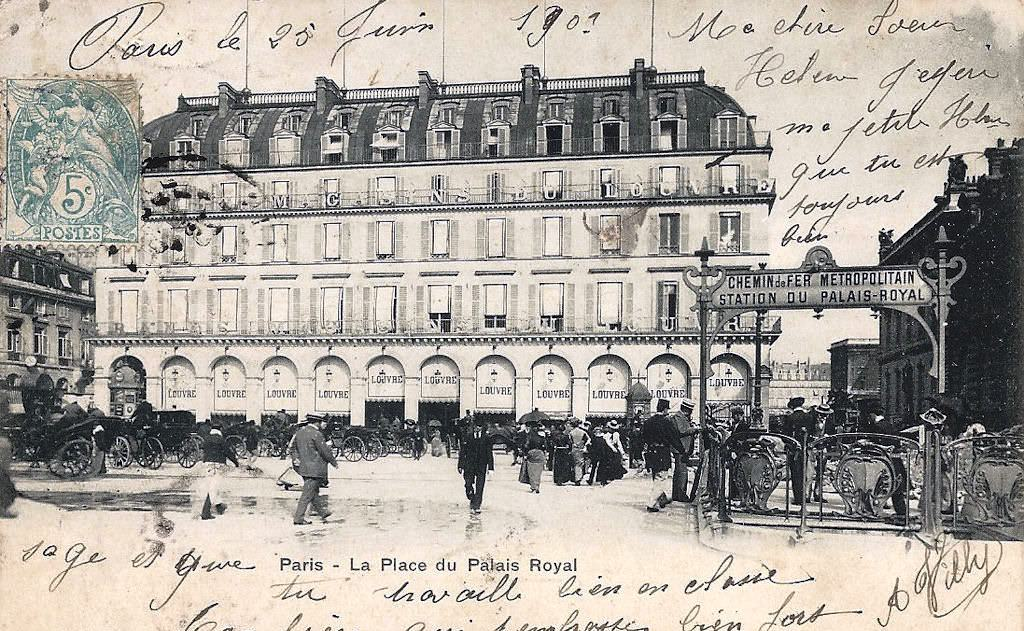
L'entrée de la station, place du Palais-Royal, avec une pancarte provisoire, peu après son ouverture.

Elle doit sa dénomination initiale de Palais-Royal à sa proximité avec l'ensemble monumental du même nom.
Dès les années 1970 et jusqu'aux années 2010, la station est modernisée avec la pose de carreaux de céramique orange typiques du style « Mouton-Duvernet », posés horizontalement et alignés.
En 1989, la station est rebaptisée Palais-Royal - Musée du Louvre afin de souligner la desserte de la nouvelle entrée principale du musée du Louvre par la pyramide de Pei, par opposition à la station Louvre - Rivoli (anciennement Louvre) qui desservait l'ancienne entrée par la colonnade du Louvre.
Dans le cadre de l'automatisation de la ligne 1, ses quais ont été rehaussés durant le week-end du 7 et 8 février 2009, puis équipés de portes palières en octobre 2010.
Les couloirs de la station sont rénovés une seconde fois le 31 décembre 2014, renouant avec le carrelage blanc biseauté dans le cadre du programme « un métro + beau » de la RATP.
En 2018, les banquettes maçonnées des quais de la ligne 7, munies de carreaux plats marron, faisant partie du style « Andreu-Motte » de la station, sont recouvertes de carreaux plats orange de taille plus réduite, étant ainsi en cohérence avec les sièges et les bandeaux d'éclairage, mais ne l'étant plus avec les débouchés des couloirs, comme le veut le style « Andreu-Motte » à l'origine.
En 2019, 9 592 920 voyageurs sont entrés à cette station ce qui la place à la 18e position des stations de métro pour sa fréquentation.
En 2020, avec la crise du Covid-19, 3 678 654 voyageurs sont entrés dans cette station ce qui la place à la 35e position des stations de métro pour sa fréquentation.
En 2021, la fréquentation remonte progressivement, avec 4 822 599 voyageurs qui sont entrés dans cette station ce qui la place à la 40e position des stations de métro pour sa fréquentation.

## Services aux voyageurs

### Accès
Avec l'arrivée de la ligne 7, une nouvelle sortie est ouverte face à la rue de Valois afin desservir les Grands Magasins du Louvre. Le couloir est doté d'une galerie commerciale et de toilettes publiques. Longue de 40 mètres sur 6 mètres de large, la galerie comprend deux rangées de vitrines, constituées de douze alcôves d'1,6 mètre de profondeur. L'ensemble, dite galerie Valois, est construit dans le style Art nouveau.  À la fin du XXe siècle, les boutiques de la galerie ferment les unes après les autres et la galerie, utilisée un temps comme couloir, est ensuite[Quand ?] fermée au public. Au début de l'année 2020, dans le cadre du Projet Saato, les alcôves de la galerie sont provisoirement décorées par des artistes d'art urbain internationaux. Dans le cadre de la deuxième phase de l'appel à projets « Réinventer Paris », cette galerie doit être restaurée pour être destinée à la diffusion des cultures via le déploiement d'écrans multimédias et l'installation de vitrines connectées et tactiles.
Depuis la rénovation du musée du Louvre, chacun des quais de la ligne 1 est relié à une galerie commerciale souterraine, le Carrousel du Louvre, permettant d'accéder au hall souterrain du musée. Il s'agit de la sortie numéro 1.
Le Kiosque des noctambules est une œuvre d'art contemporaine coiffant l'une des bouches du métro (sortie no 5) débouchant sur la place Colette. Construite pour le centenaire du métro de Paris et réalisée sous la direction de l'artiste Jean-Michel Othoniel dans un style controversé, elle est inaugurée en octobre 2000.
Les deux coupoles du Kiosque des noctambules (l'une représentant le jour, l'autre la nuit), faites de perles de verre de Murano (par Salviati), colorées et enfilées sur une structure d'aluminium, en font une œuvre inattendue et originale au sein de l'environnement très classique de la place Colette.
La station dispose des sept accès suivants :
- Accès no 1 « passage Richelieu - Musée du Louvre » ;
- Accès no 2 « place du Palais-Royal » ;
- Accès no 3 « rue Saint-Honoré » ;
- Accès no 4 « rue de Valois » ;
- Accès no 5 « place Colette - Théâtres », Kiosque des Noctambules ;
- Accès no 6 « carrousel du Louvre » ;
- Accès no 7 « rue de Rivoli ».

Les accès 1 et 7 sont ornés d'édicules Guimard, lesquels font l'objet d'une inscription au titre des monuments historiques par l'arrêté du 29 mai 1978.

Accès à la station
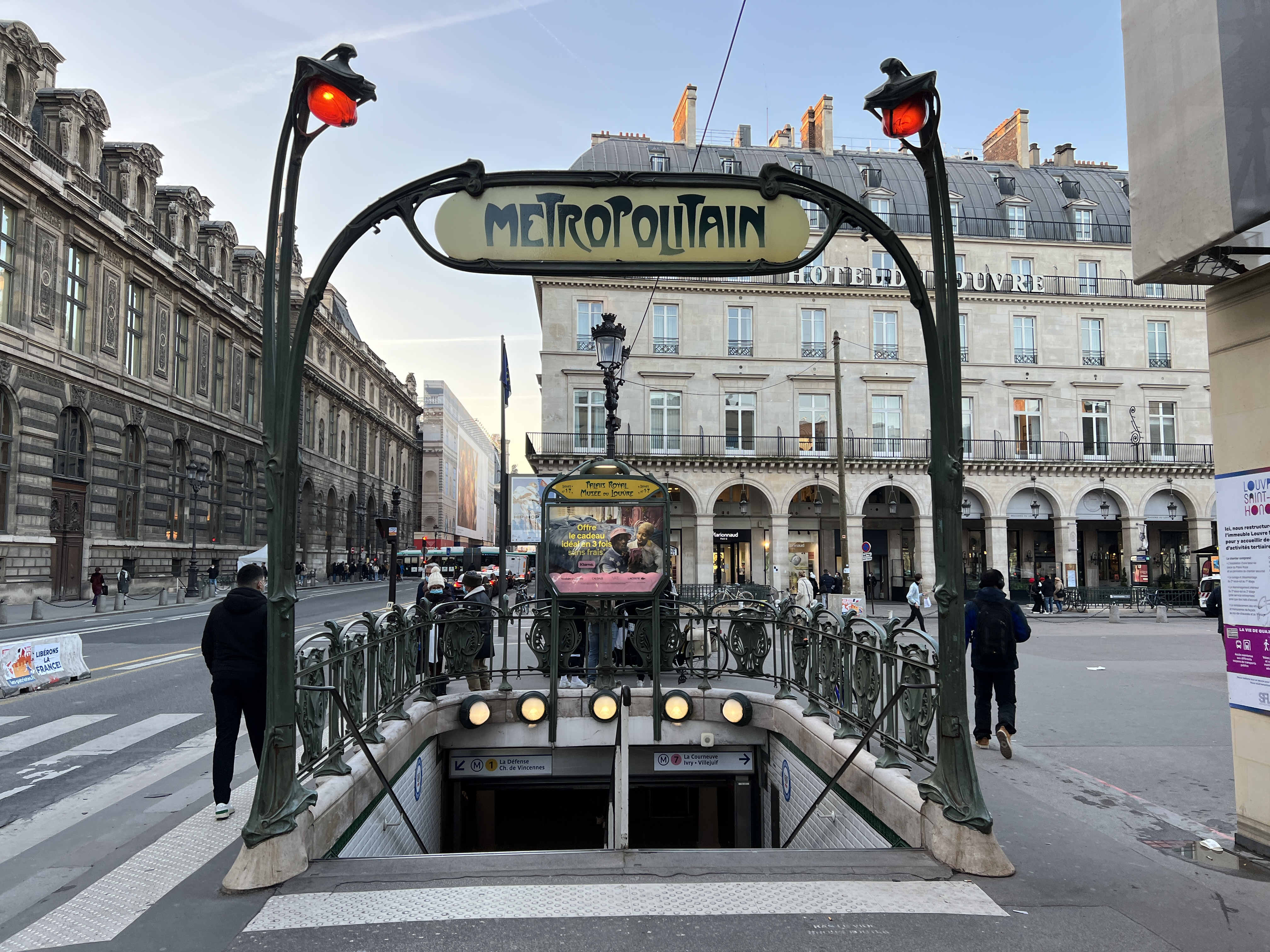
L'accès no 1 « Passage Richelieu ».
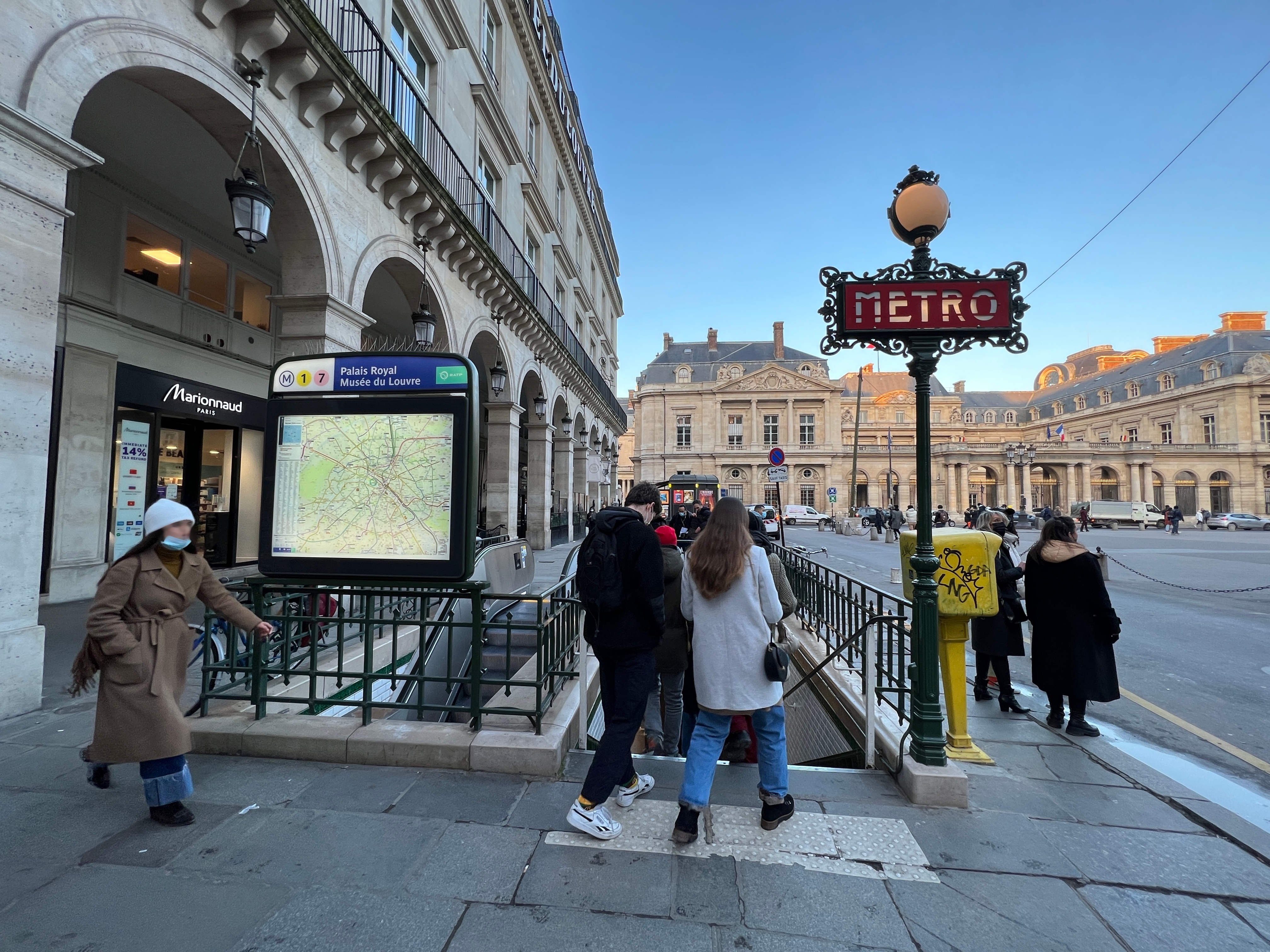
L'accès no 2 « Place du Palais-Royal ».
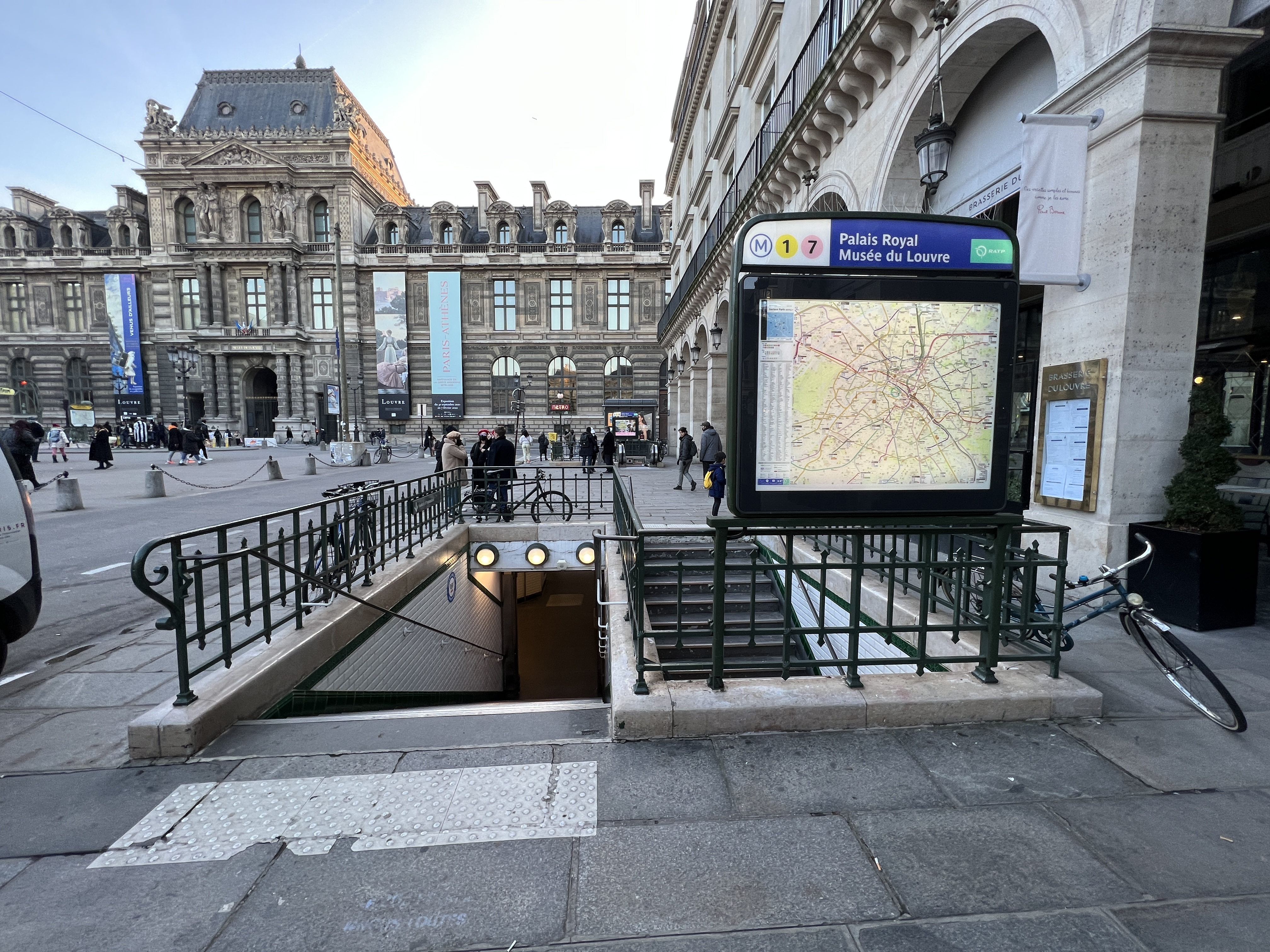
L'accès no 3 « Rue Saint-Honoré ».
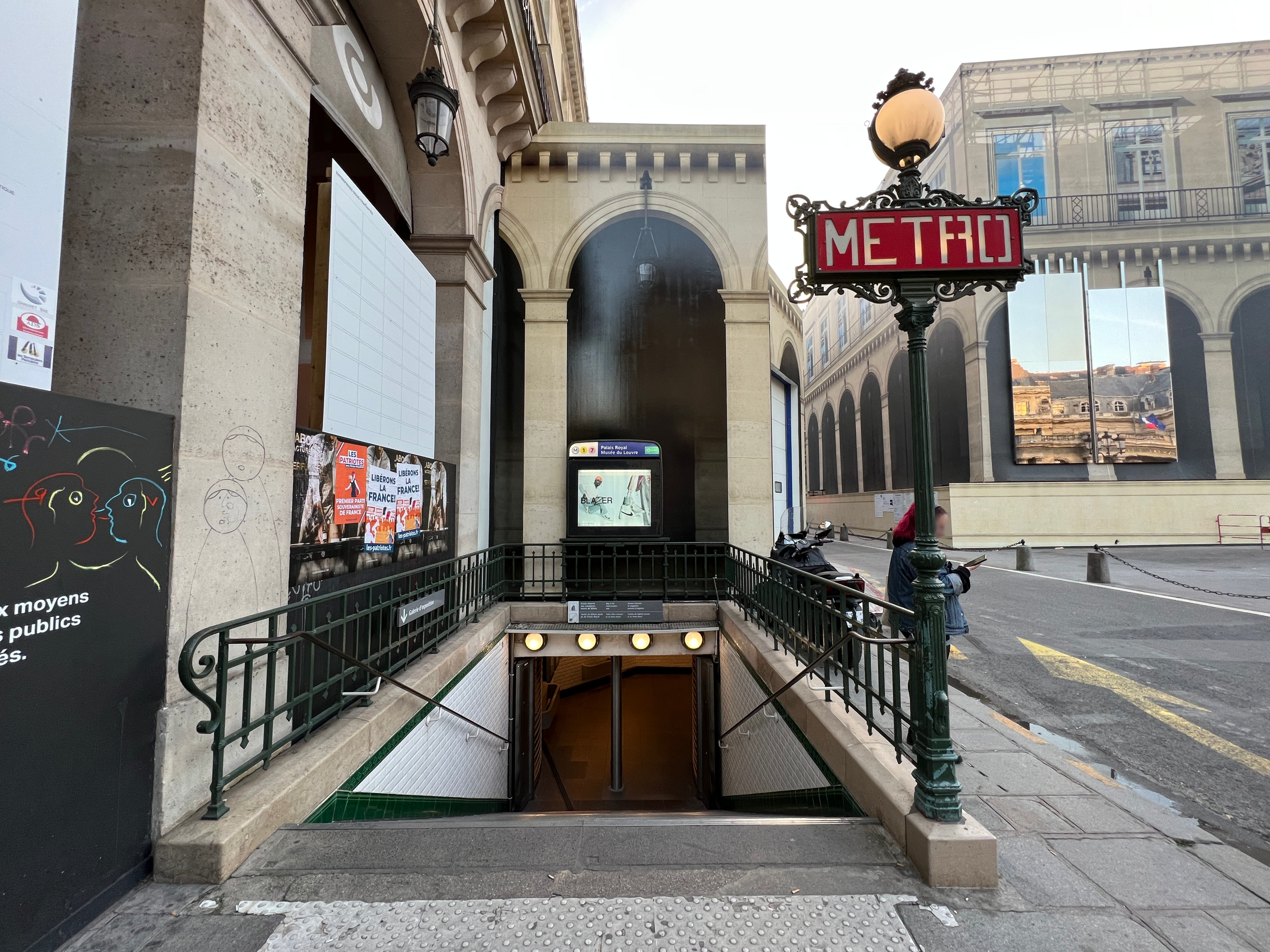
L'accès no 4 « Rue de Valois ».
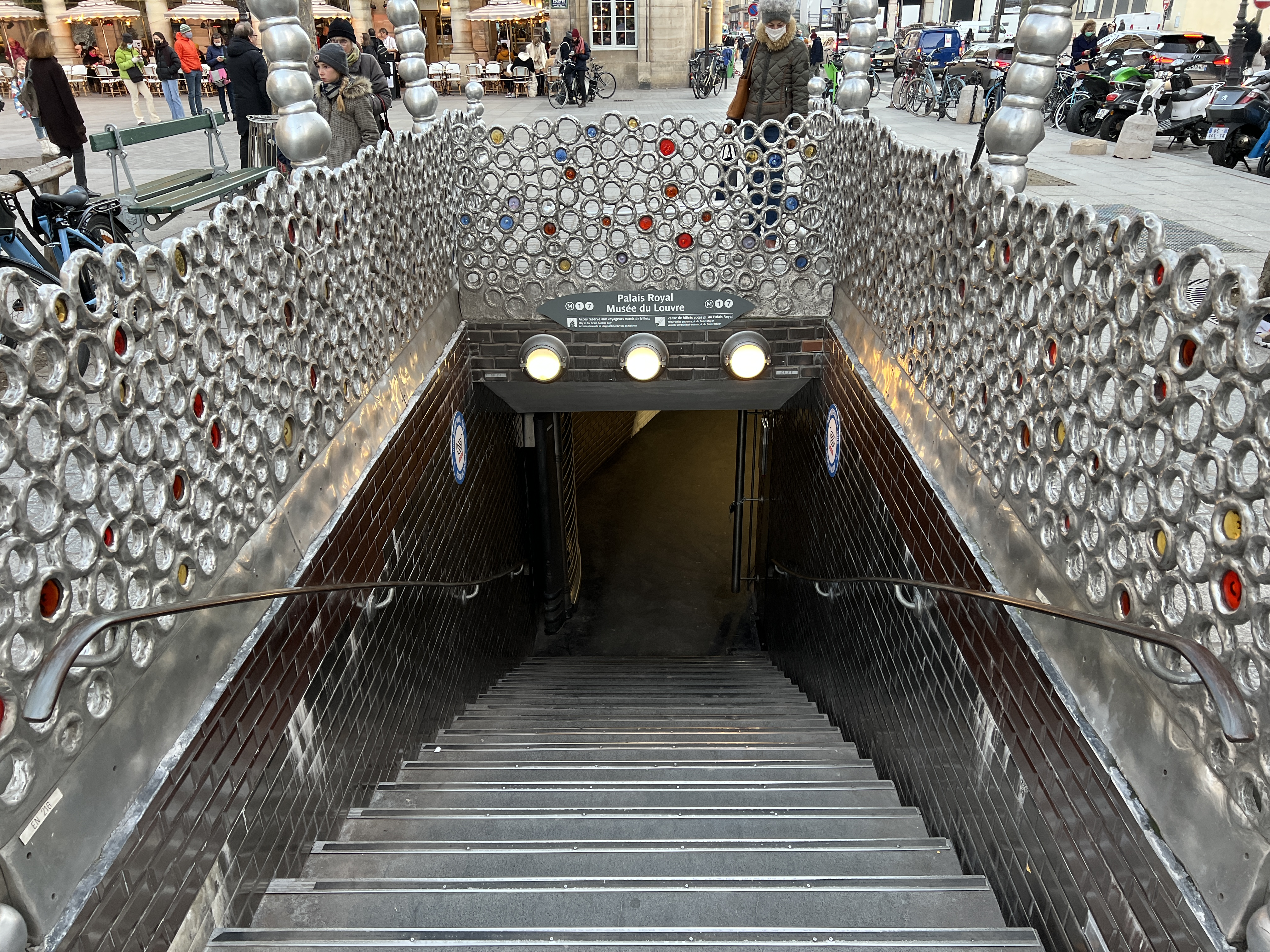
L'accès no 5 « Place Colette ».
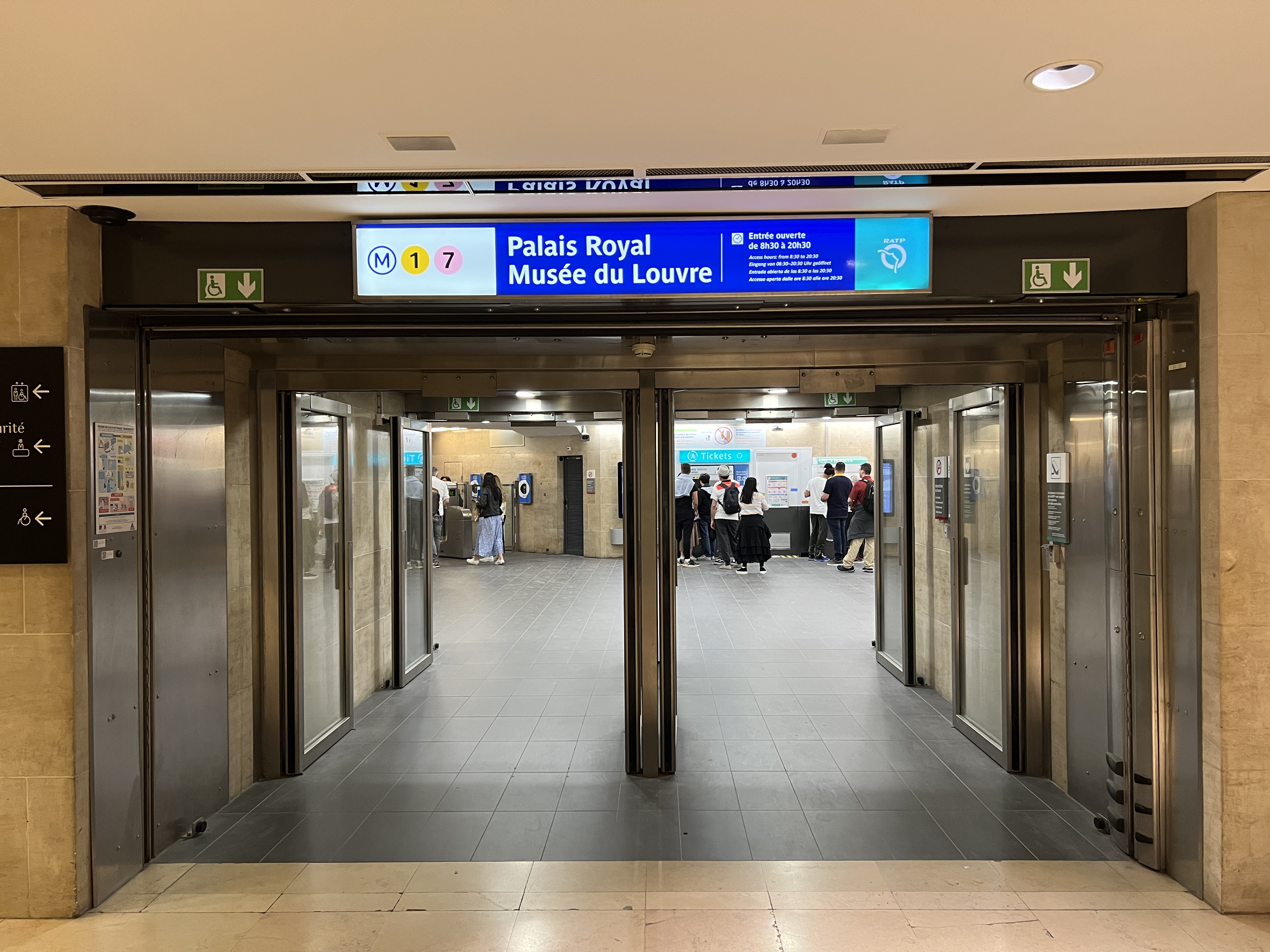
L'accès no 6 « Carrousel du Louvre ».
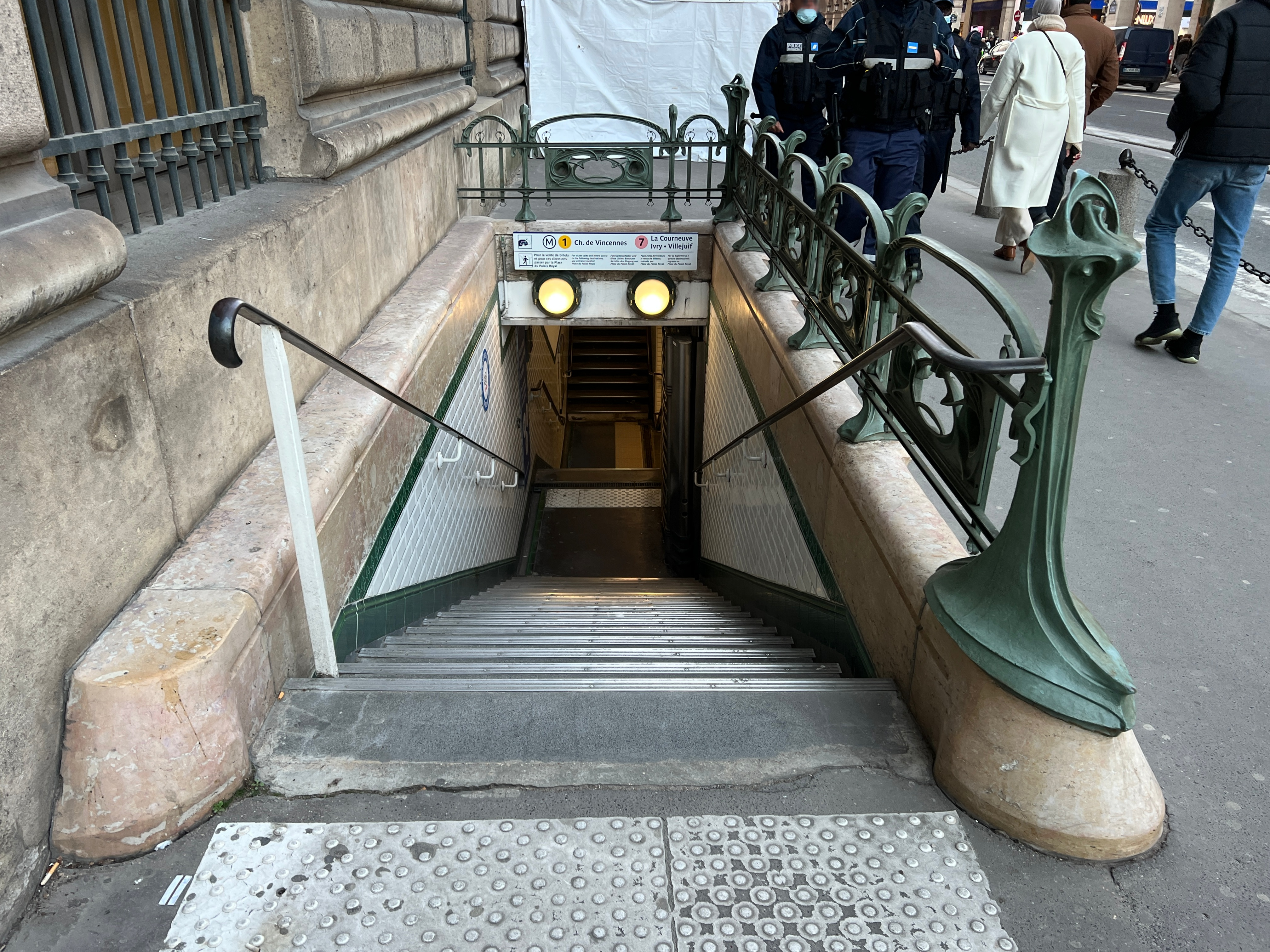
L'accès no 7 « Rue de Rivoli ».

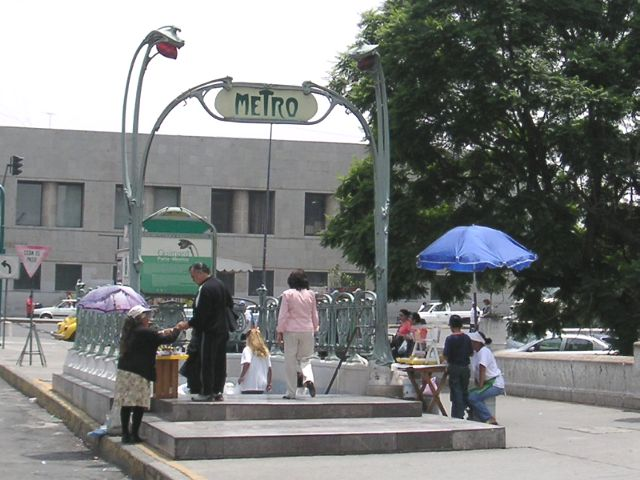
L'édicule Guimard de la station Bellas Artes du métro de Mexico.

Dans un couloir d'accès, une autre œuvre d'art, La Pensée et l'Âme huicholes a fait l'objet d'un échange destiné à célébrer les trente ans de coopération entre les compagnies de métro de Mexico et de Paris. La station parisienne abrite ainsi une fresque indigène, La Pensée et l'Âme huicholes, élaborée par le chaman Santos de la Torre et composée de deux millions de perles de 2 mm de diamètre. En échange, la ville de Mexico reçut le 14 novembre 1998 un édicule de style Guimard, qu'elle installa à la station de métro Bellas Artes.

### Quais
Les quais des deux lignes sont de configuration standard : au nombre de deux par point d'arrêt, ils sont séparés par les voies du métro situées au centre.
La station de la ligne 1 est établie à fleur de sol : le plafond est constitué d'un tablier métallique dont les poutres sont supportées par des piédroits verticaux. Une crypte de 15 mètres de long, dont le plafond repose sur des piliers très rapprochés, la prolonge à son extrémité occidentale depuis le passage de la ligne aux rames à six voitures dans les années 1960. Aménagée dans le style « Andreu-Motte », elle est avec Opéra sur la ligne 3 et Concorde sur la ligne 8 l'une des trois seules stations ainsi décorées à être traitées en violet, cette teinte faisant partie du lexique des couleurs exceptionnelles de ce style. Elle s'applique aux rampes lumineuses, aux poutres du tablier et aux sièges. Les banquettes, les tympans et les piédroits sont équipés de grands carreaux plats blancs d'aspect vitrifié, tandis que les débouchés des couloirs sont traités en carrelage blanc biseauté classique. Les cadres publicitaires sont métalliques et le nom de la station est inscrit en police de caractères Parisine sur plaques émaillées.
La station de la ligne 7 est établie en courbe et possède une voûte elliptique. Elle se distingue cependant par la partie basse des piédroits qui est verticale et non courbée, et ses quais sont légèrement décalés l'un par rapport à l'autre. De même que ceux de la ligne 1, ils sont aménagés dans le style « Andreu-Motte » avec deux rampes lumineuses orange, les débouchés de couloirs en carrelage marron plat et des sièges « Motte » orange. Ces derniers sont fixés sur des banquettes maçonnées recouvertes de carreaux plats orange de taille plus réduite que d'ordinaire. Ce nouveau carrelage est donc désormais en cohérence avec les bandeaux d'éclairage et les sièges qu'ils supportent ; en revanche, ils ne sont plus en harmonie avec les carreaux des débouchés des couloirs, ni par leur taille, ni par leur couleur, allant à l'encontre des principes originels du style « Andreu-Motte ». Les carreaux de céramique blancs biseautés recouvrent les piédroits, la voûte et les tympans. Les limons d'escaliers et la passerelle sont traités en carreaux blancs plats alignés horizontalement. Les cadres publicitaires sont métalliques et le nom de la station est écrit en police de caractère Parisine sur plaques émaillées.

### Intermodalité
La station est desservie par les lignes 21, 27, 39, 67, 68, 69, 72 et 95 du réseau de bus RATP ainsi que par la ligne à vocation touristique Tootbus Paris. La nuit, la station est desservie par les lignes N11 et N24 du réseau de bus Noctilien.

## Au cinéma
Une scène du film Le Samouraï (1967) de Jean-Pierre Melville, avec Alain Delon, est tournée dans la station.

## À proximité
- Musée du Louvre
- Palais-Royal
- Place du Palais-Royal

Galerie de photographies
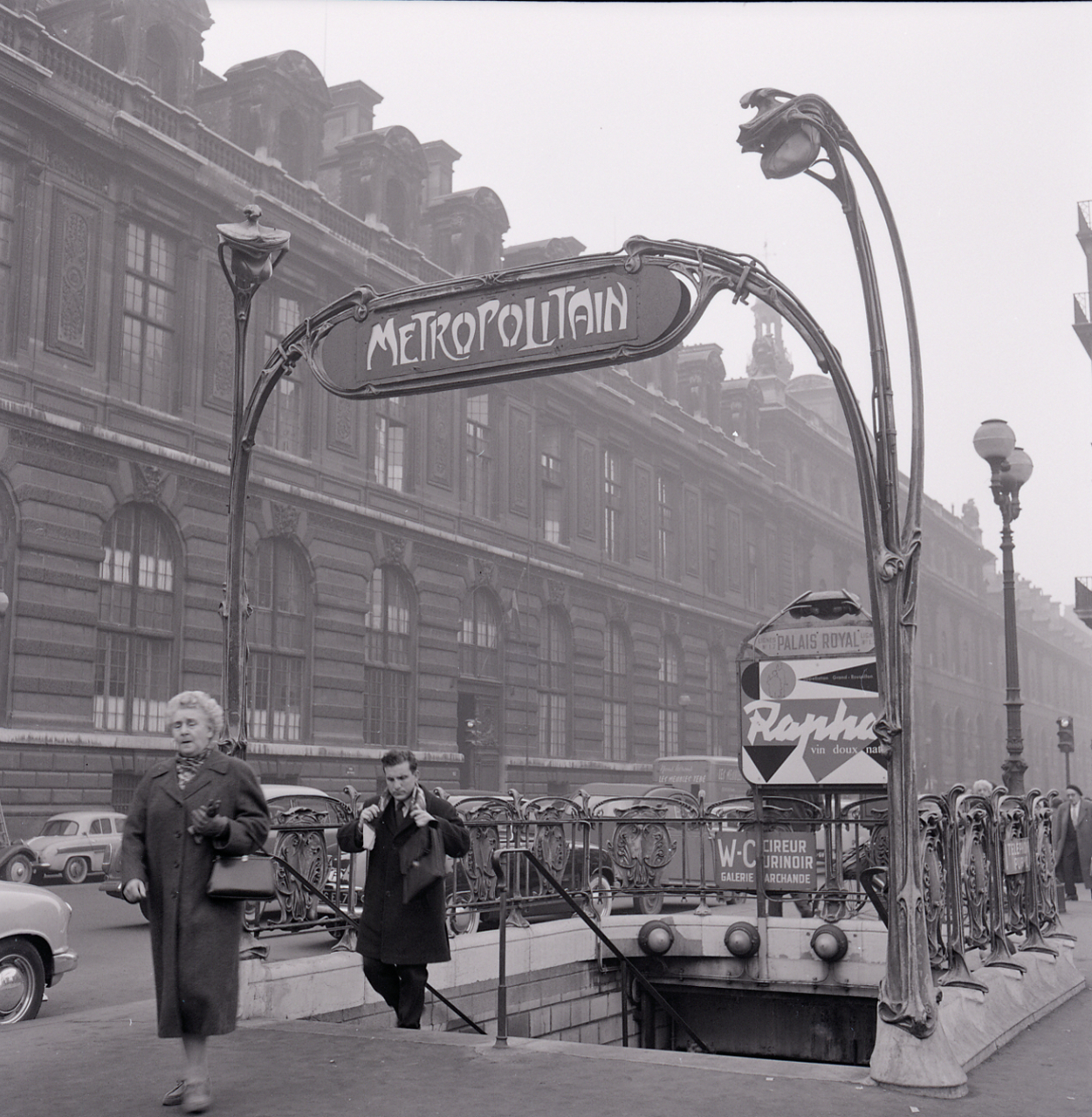
Édicule Guimard en 1967, où l'ancien nom Palais-Royal est présent.
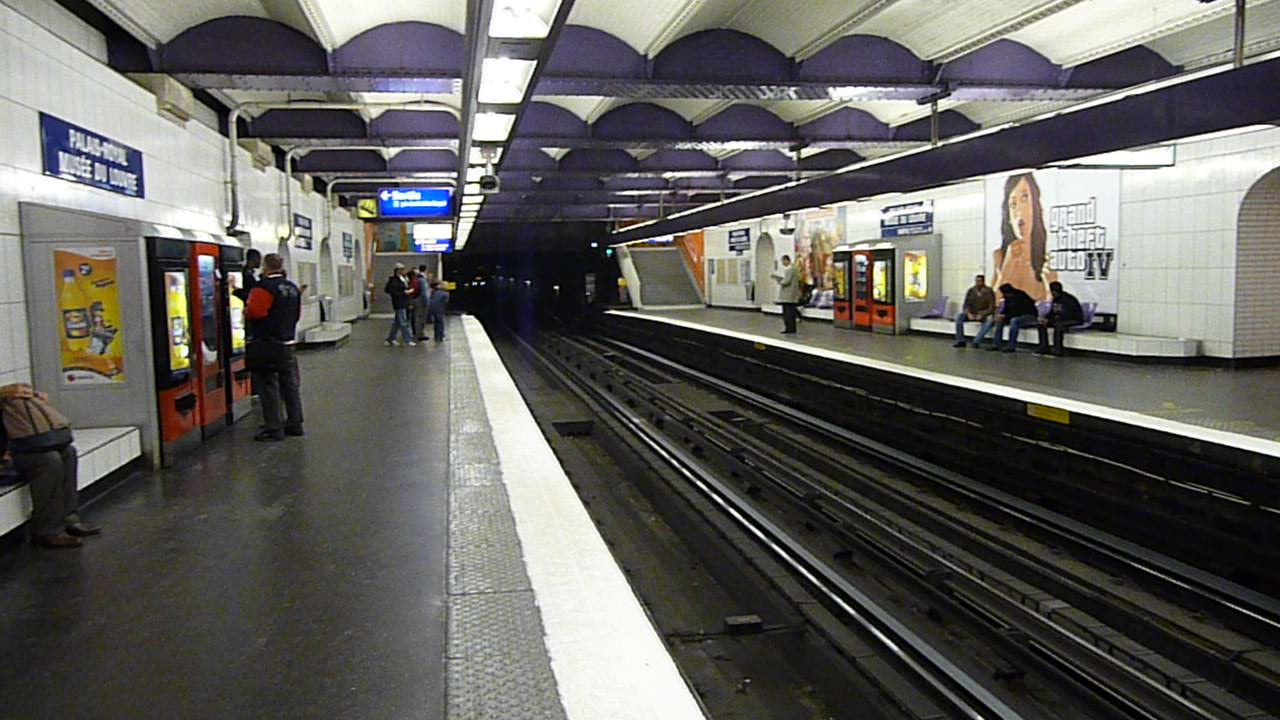
La station de la ligne 1 avant les travaux d'automatisation.
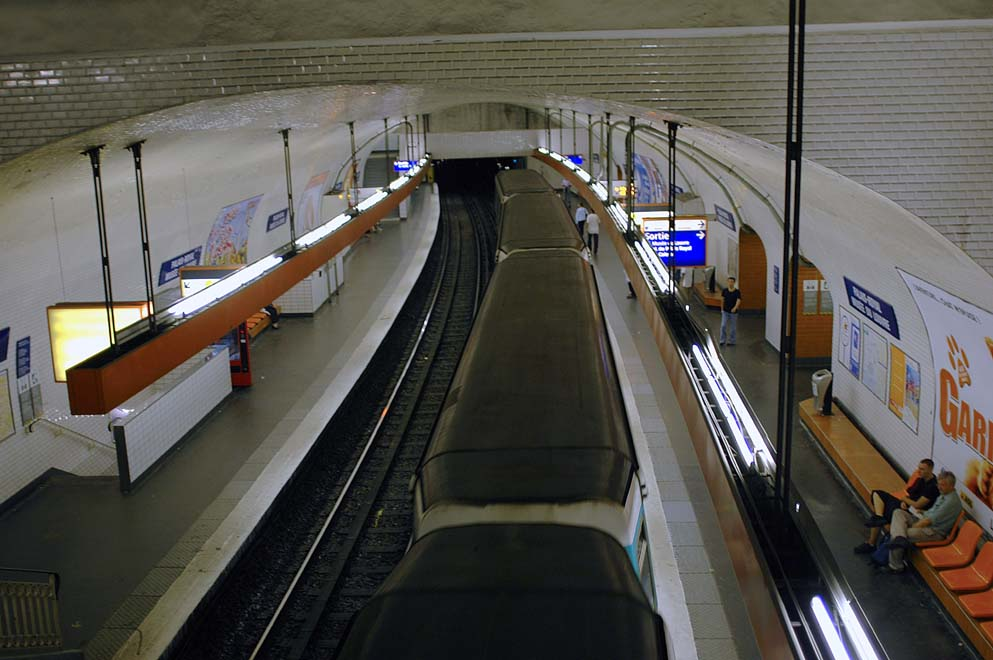
La station de la ligne 7.
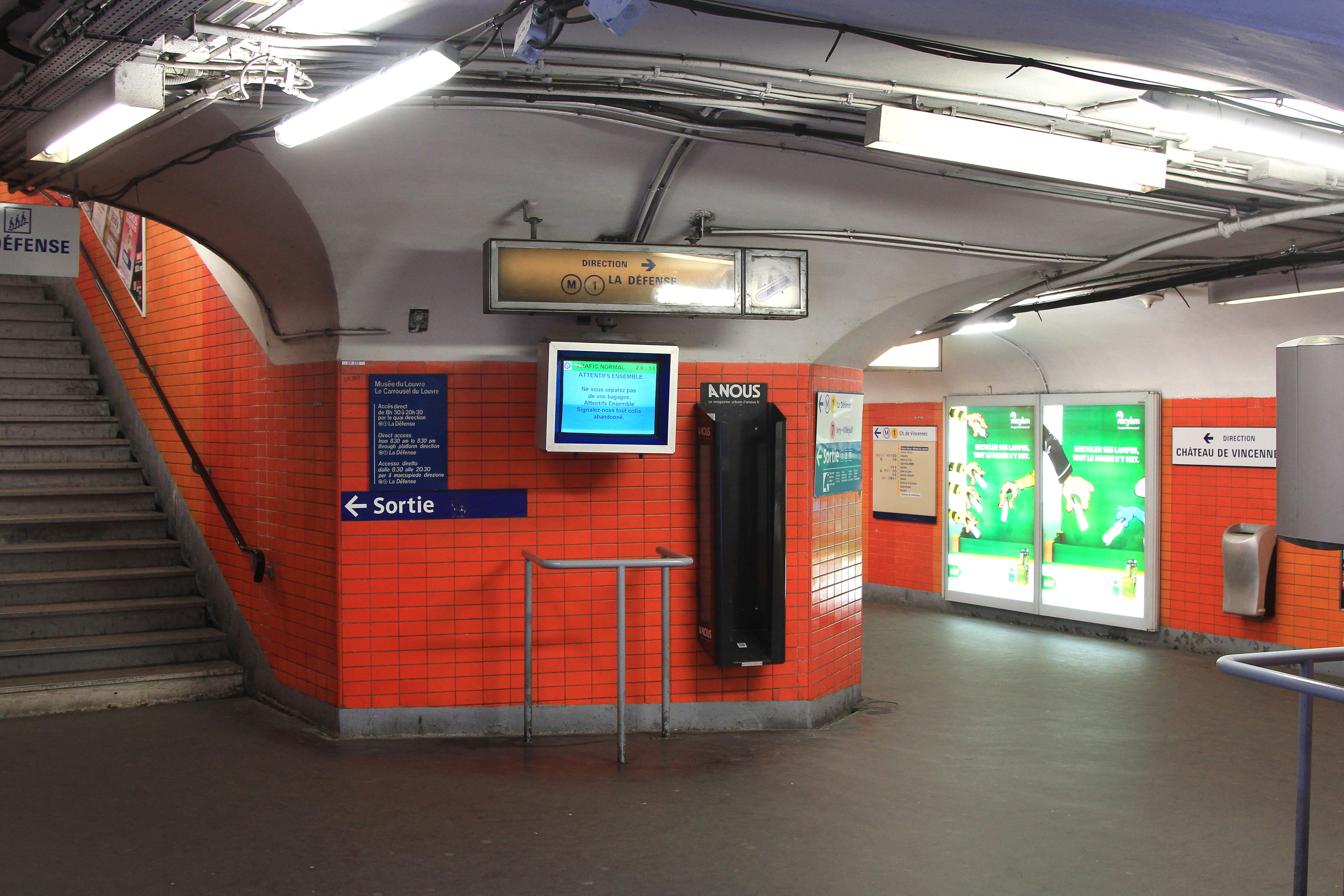
Les couloirs de correspondance décorés en style « Mouton » avant leur rénovation en 2014.

## Cinéma
La station apparaît dans le film réalisé par Gérard Oury, Les Aventures de Rabbi Jacob où les personnages de Slimane (interprété par Claude Giraud) et Rabbi Jacob (interprété par Louis de Funès) descendent dans la station sur une motocyclette Kawasaki 100.